# Irmfried Eberl
Irmfried Eberl (8 de septiembre de 1910 - 16 de febrero de 1948) fue un psiquiatra austriaco y director médico de los institutos de eutanasia en Brandeburgo y Bernburg, quien ayudó a establecer y fue el primer comandante del campo de exterminio de Treblinka donde trabajó como SS-Obersturmführer desde el 11 de julio de 1942 hasta su destitución el 26 de agosto de 1942. Fue arrestado después del final de la guerra en enero de 1948. Eberl se ahorcó al mes siguiente para evitar el juicio.

## Biografía
Irmfried Eberl nació en Bregenz, Austria, el 8 de septiembre de 1910. Sus padres, el ingeniero Franz Eberl y Theresia Eberl, se habían convertido del catolicismo al protestantismo debido a su sentimiento nacional alemán, ya que la Iglesia católica les parecía demasiado "sumisa a los romanos". La actitud nacionalsocialista de su padre llevó a su despido de la administración pública austriaca como inspector de comercio de Vorarlberg. El hermano mayor de Irmfried, Harald Eberl, fue cofundador de la asociación de escuelas secundarias "Nibelungia" en Bregenz.
Eberl se unió al Partido Nazi el 8 de diciembre de 1931 (número de miembro 687.095) cuando aún era estudiante de medicina en la Universidad de Innsbruck. También fue miembro Burschenschaft Germania Innsbruck, que pertenecía al Círculo Blanco, Se graduó del programa de medicina en 1933 y obtuvo su doctorado un año después. Después de febrero de 1935 se desempeñó como médico asistente en el hospital de la fundación Rudolf en Viena y en el sanatorio pulmonar Grimmenstein. Su membresía NSDAP impidió el empleo permanente en Austria, por lo que se fue a Alemania en 1936. En su currículum fechado el 4 de abril El 19 de noviembre de 1934, informa sobre sus días de estudiante en Innsbruck:

Desde el semestre de verano de 1932 hasta la disolución del cuerpo estudiantil alemán en Innsbruck en mayo de 1933, fui jefe de la Oficina de Educación Física en nombre de la Unión Nacional Unión Socialista de Estudiantes Alemanes (NSDStB). En enero de 1933 fui elegido miembro de la Cámara de Estudiantes de Innsbruck como representante de la NSDStB. También pertenecí a Motorsturm y luego a  la Sturmabteilung 14. Por esta razón, el gobierno austriaco se negó a contratarme como médico.

Después de breves empleos en el Instituto Alemán de Higiene en Dresde, en la Oficina para el Bienestar de las Personas en el distrito Magdeburg-Anhalt en Dessau, en el sanatorio Birkenhaag en Berlín-Lichtenrade y en la Oficina de Rescate de la Ciudad de Berlín, Eberl se convirtió en miembro científico de la Oficina Principal de Salud en Berlín, donde encontró un trabajo más duradero.
Después de separarse de su pareja y prometida, Emmy Begus, se casó el 23 de junio de 1937 en Bregenz con Ruth Rehm (1907-1944) de Ulm, quien trabajó como jefa de departamento en la oficina de mujeres del Frente Laboral Alemán (DAF) y como administradora de distrito de la organización extranjera DAF del NSDAP.

## Asesinato de discapacitados
Cuando comenzó el programa de eutanasia T-4, Eberl estaba dispuesto a participar. El 1 de febrero de 1940, a los 29 años, se convirtió en director médico del centro de exterminio de Brandeburgo. Ese mismo día, él y otros médicos de T4 participaron en la primera "prueba de gaseado" de pacientes en el Sanatorio de Brandeburgo. Eberl consiguió un trabajo oficial en la “Gemeinwohl Stiftung für Anstaltspflege” (una empresa fachada de la organización T4). Allí llevó a cabo -si estaba presente- todos los gaseamientos él mismo. Su calendario de bolsillo muestra que el 10 de julio gaseó a pacientes judíos por primera vez. En noviembre de 1940, después de que se disolviera la institución de Brandeburgo en octubre de 1940, asumió la dirección del centro de exterminio de la NS recién establecido en Bernburg y se mudó allí con el personal de la institución de Brandeburgo. Eberl escribió un compendio con 61 informes sobre causas naturales de muerte que eran lo más creíbles posible para los casos de "eutanasia". A pesar de no haber sido ordenados formalmente a participar, psiquiatras como Eberl estuvieron en el centro de cada etapa de justificación, planificación y ejecución del asesinato masivo de personas con trastornos mentales, y constituyeron la conexión con la posterior aniquilación de judíos y otros "indeseables" en el Holocausto.

## Campo de exterminio de Treblinka

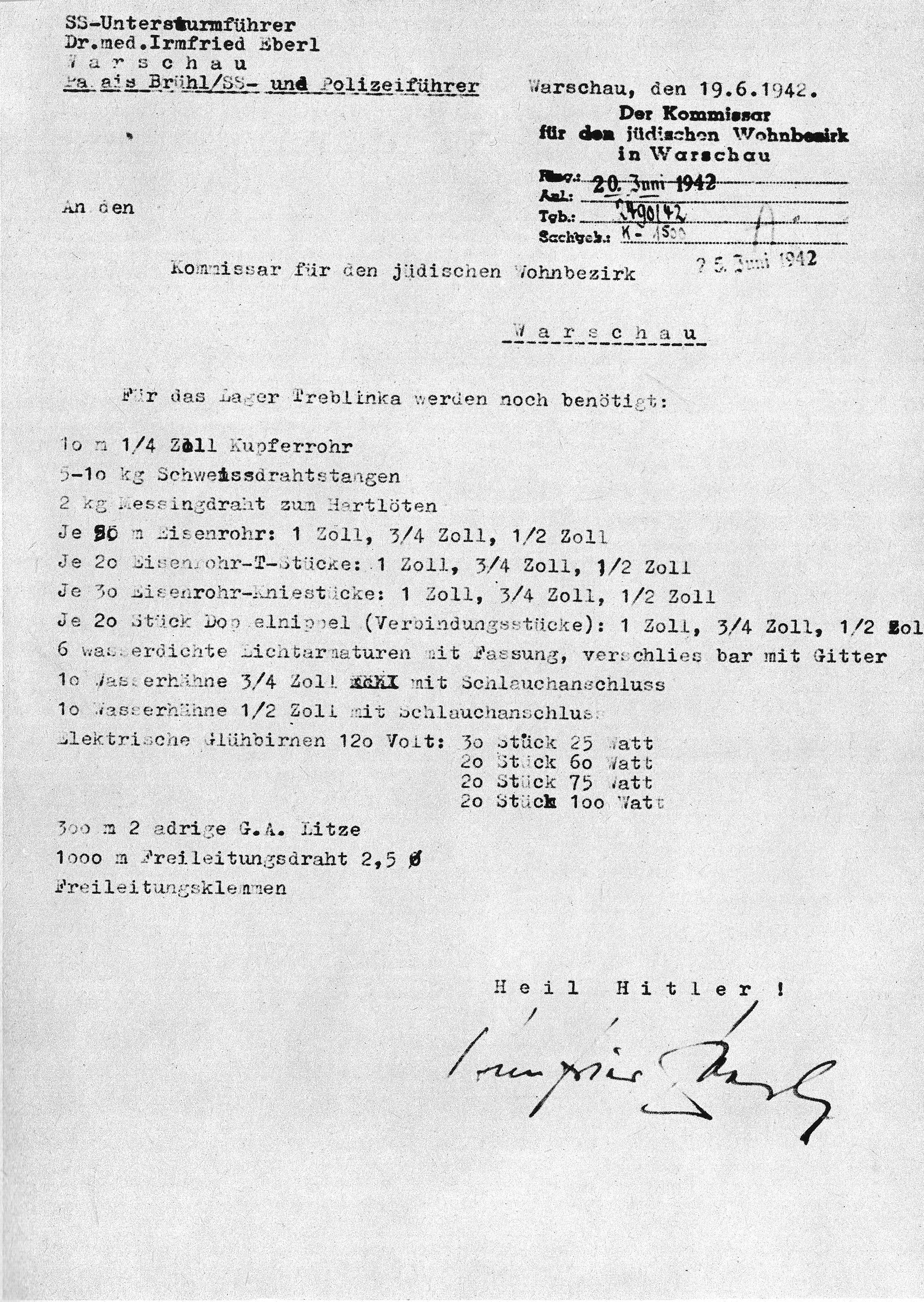
Una carta de Irmfried Eberl al Comisionado del Gueto de Varsovia Heinz Auerswald fechada el 19 de junio de 1942 sobre la entrega de materiales y equipos para el campo.

La protesta pública contra la acción T-4 forzó su ida de Alemania. Como parte de la Organización Todt, Eberl actuó en enero de 1942 como médico de hospital en Minsk, en el frente oriental, para el cuidado y transporte de los heridos a los hospitales de la retaguardia.
Esto no duró mucho, ya que los líderes nazis tomaron la decisión de utilizar el personal de la acción T-4 para asesinar a un número mucho mayor de personas en Polonia, utilizando variaciones de los métodos ya utilizados. Eberl primero fue transferido al campo de exterminio de Chełmno por un breve período. Como dijo en una carta  del 24 de abril de 1942, estuvo también en el campo de exterminio de Sobibor, que había sido terminado de construir, pero aún no abierto, aparentemente para participar en la "prueba de gaseado". Desde junio de 1942 se quedó con el SS- und Polizeiführer en Varsovia para ocuparse de las necesidades de material para el nuevo campo de exterminio de Treblinka.  El 11 de julio de 1942, Eberl fue transferido al mando de Treblinka como parte de la Operación Reinhard. A fin de mes le escribió a su esposa:

Estos últimos días han sido una gran acoso, sobre todo porque las obras están llegando a su fin y hemos fijado la fecha, el 1 de julio. No podremos cumplir con el plazo fijado, pero sólo quiero atrasarlo lo menos posible. […] En el transcurso de esta semana finalmente me mudaré a T. Mi dirección allí es: SS-Untersturmführer Dr. Eberl, Treblinka b/Malkinia, comando especial de las SS.

El 22 de julio de 1942 comenzó la liquidación del gueto de Varsovia. Las primeras víctimas judías de Varsovia llegaron a Treblinka al día siguiente. Una semana después, Eberl le escribió a su esposa:

Sé que he escrito un poco menos últimamente, pero no podría cambiar eso, ya que las últimas semanas en Varsovia estuvieron acompañadas de una avalancha inimaginable, y aquí en Treblinka se ha acelerado con una velocidad que es francamente impresionante. Si tuviera cuatro partes y el día fuera de 100 horas, probablemente tampoco sería suficiente.
Irmfried Eberl, carta a su esposa del 30 de julio de 1942

A finales de agosto de 1942, la maquinaria de matar en Treblinka colapsó. Miles de cadáveres yacían por toda la zona del campo, y el personal ya no podía seguir enterrándolos en fosas comunes. Los superiores de Eberl, Odilo Globocnik (encargado de llevar a cabo la Operación Reinhardt en el Gobierno General ) y Christian Wirth (inspector de los campos de exterminio), que acudieron rápidamente al lugar, lo responsabilizaron de las condiciones que reinaban en el campo. Siguió una suspensión del servicio y Franz Stangl, que había sido convocado desde Sobibor, asumió su cargo.
La mala gestión del campo por parte de Eberl resultó ser desastrosa en opinión de su colega Willi Mentz; aunque los historiadores señalan que la cantidad de transportes que llegaban también reflejaba las expectativas tremendamente poco realistas del alto mando sobre la capacidad de Treblinka para "procesar" a estos prisioneros.
Mentz, que era un oficial de las SS en Treblinka, testificó sobre el liderazgo de Eberl:

Era muy ambicioso. Se dijo que ordenó más transportes de los que podían "procesarse" en el campamento. Eso significaba que los trenes tenían que esperar fuera del campamento porque los ocupantes del transporte anterior aún no habían sido asesinados. En ese momento hacía mucho calor y como consecuencia de la larga espera dentro de los trenes de transporte bajo el intenso calor muchas personas fallecieron. En ese momento, montañas enteras de cuerpos yacían sobre la plataforma. Luego, el Hauptsturmführer Christian Wirth llegó al Treblinka y armó un tremendo escándalo. Y luego, un día, el Dr. Eberl ya no estaba...

Eberl fue despedido de Treblinka el 26 de agosto de 1942, por incompetencia en la eliminación de los cuerpos de los miles de personas que habían sido asesinadas, También fue relevado de su deber porque no estaba matando personas de una manera lo suficientemente eficiente y oportuna, y porque no estaba ocultando adecuadamente el asesinato en masa a los lugareños. Por ejemplo, el hedor de la descomposición de los cuerpos insepultos era tal que se podía oler a 10 kilómetros (6,2 mi) del campamento, como en el pueblo cercano de Treblinka, lo que a su vez haría evidente que un número anormal de muertes estaba ocurriendo allí. El liderazgo nazi deseaba evitar cualquier inconveniente en sus operaciones que resultara de las protestas locales. Aparentemente, Eberl formaba parte de una red en el campo que robaba las posesiones de las personas a las que habían asesinado y las enviaba de regreso a las cohortes en la Cancillería de Hitler en Berlín. Esta última actividad había sido expresamente prohibida por Himmler, ya que quería que esta propiedad fuera aportada al esfuerzo bélico alemán. 
En 1970, Stangl, entonces en prisión por sus propios crímenes, describió a Treblinka cuando llegó por primera vez al campo de exterminio cuando aún estaba bajo el mando de Eberl:

A medida que nos acercábamos a Treblinka, pero todavía quizás a quince o veinte minutos en coche, empezamos a ver cadáveres junto a las vías, primero solo dos o tres, luego más y mientras conducíamos hacia lo que era la estación de Treblinka, había cientos de ellos... simplemente acostados allí, obviamente habían estado allí durante días, en el calor. En la estación había un tren lleno de judíos, algunos muertos, otros aún vivos; parecía como si hubiera estado allí durante días.

Cuando entré en el campamento y salí del coche en la plaza, me metí hasta las rodillas en el dinero; No sabía qué camino tomar, adónde ir. Vadeé billetes, moneda, piedras preciosas, joyas, ropa... El olor era indescriptible; los cientos, no, los miles de cuerpos por todas partes, descomponiéndose, pudriéndose. Al otro lado de la plaza en el bosque, a solo unos cientos de metros del otro lado de la cerca de alambre de púas y alrededor del perímetro del campamento, había tiendas de campaña y fogatas con grupos de guardias ucranianos y niñas, prostitutas de Varsovia tejiendo, borrachas, bailando, cantando, tocando música. El Dr. Eberl, el Comandante, me mostró el campamento, había tiroteos por todas partes...

Eberl volvió luego a tener asignaciones de servicio en el centro de exterminio de Bernburg. Se desconoce su actividad tras la disolución de esta institución a finales de julio de 1943. Fue reclutado por la Wehrmacht el 31 de diciembre de 1943. En enero de 1944 recibió formación en el Batallón de Entrenamiento y Reemplazo de Granaderos 203 en Berlín-Spandau. Está documentado un permiso del 1 de junio de 1944 del Hauptamt Volksdeutsche Mittelstelle para adquirir divisas y en julio de 1944 realizó un viaje de negocios a Eslovaquia en nombre del gobierno del Reich.

## Captura y suicidio
En enero de 1945, Eberl se unió como médico al Regimiento de Entrenamiento Panzergrenadier 902 en Luxemburgo y tres meses después fue hecho prisionero por los estadounidenses. En el campo de prisioneros de guerra de Dietersheim (Bingen am Rhein) sirvió en el departamento de tuberculosis. El 6 de julio de 1945 fue dejado en libertad. 
Eberl se estableció como médico con sus suegros en Blaubeuren, Suabia, donde al principio pudo ejercer tranquilamente y se casó por segunda vez en octubre de 1946. Su segunda esposa, Gerda Friederike Eberl, de soltera Poppendieck, dio a luz el 12 de mayo de 1947 a un hijo, Immo Eberl.  En el verano de 1947, las autoridades militares estadounidenses llamaron la atención de la fiscalía de Stuttgart sobre un médico radicado en Blaubeuren que lleva el nombre del antiguo jefe del centro de eutanasia de Bernburg. Un interrogatorio de Eberl por parte de las autoridades estadounidenses y alemanas no arrojó ninguna aclaración. Después de ponerse en contacto con la fiscalía de Bernburg, en la zona de ocupación soviética, esta les pidió el 30 de diciembre de 1947 el arresto de Eberl. Quedó el 8 de enero de 1948 en prisión preventiva del gobierno militar estadounidense, sin embargo, no fue posible aclarar su identidad.
El 17 de enero de 1948 Eberl fue identificado por una exenfermera de Bernburg, Erna Schwarz, en una fotografía policial que se le presentó. Durante un interrogatorio realizado el 9 de abril por la policía criminal estatal en Tubinga, una enfermera que trabajaba en el centro de exterminio nazi de Grafeneck también reconoció a Eberl el 9 de febrero de 1948 en una fotografía que se le presentó.
Cuando el 15 de febrero de 1948, un compañero de prisión le preguntó sobre el libro Der SS-Staat. Das Sistem der deutschen Konzentrationslager  publicado en 1946 por Eugen Kogon y el médico del mismo nombre mencionado en él, Eberl probablemente decidió suicidarse, lo que hizo ahorcándose el día siguiente. En ese momento, las autoridades investigadoras aún no tenían conocimiento de la verdadera identidad del prisionero muerto.